# دهستان آختاچی
دهستان آختاچی نام دهستانی در بخش مرکزی شهرستان بوکان، استان آذربایجان غربی در ایران است. براساس سرشماری مرکز آمار ایران در سال ۱۳۸۵، جمعیت آن ۷۰۵۰ نفر (۱۲۳۲ خانوار) بوده‌است.